# Ліга іноземних народів Росії
Ліга іноземних народів Росії (фр. Ligue de nationalités allogènes de Russie) — офіційно нейтральна організація, заснована в 1916 році, яка ззовні протистояла майбутній анексії царських територій Німеччиною. Діяльність ліги полягала в пропаганді, окрім впливу на пресу, робилися спроби вплинути на державних діячів шляхом надсилання телеграм.

## Історія
Лігу заснували у квітні 1916 року німецько-балтійські барони Фрідріх фон де Ропп (1879—1964), Бернхард фон Уекскюль і литовець Юозас Габрис (1880—1951). Статути були складені в Лозанні і опубліковані в червні 1916 року. Президентом став поляк Міхал Лемпіцький (1856—1930), фон де Ропп був обраний генеральним секретарем. Від кожної національності в правлінні був свій представник.
Першим публічним виступом було звернення до президента Вудро Вільсона «Прохання до цивілізованого світу», яке було опубліковано у Швейцарії 9 травня 1916 року. Воно мало сприяти незалежності чи автономії неросійських народів на заході імперії (Балтії, Фінляндії, Білорусі). Текст звернення підписали 12 представників різних етносів. Люди благали захистити їх від знищення.
Також Ліга виступила на 3-му конгресі Союзу національностей 27 — 29 червня 1916 р. в Лозанні. Організатором був Габрис.
Офіси Ліги були відкриті в Берліні, Берні та Стокгольмі. Останній очолював фінн Герман Гуммерус (1877—1948). У Берні працювали українці Володимир Степанківський і Дмитро Донцов. Бернське відділення закрите в 1917 році.

## Фінансування
Від часу заснування Міністерство закордонних справ Німеччини переказувало кілька разів по 50 000 ℳ через банк Макса Варбурга, потім з жовтня по грудень 1916 року щомісячно 12 000 ℳ. Згодом суму виплат було збільшено до 20 000 ℳ, виплати проводилися до грудня 1918 року. Крім того, були одноразові виплати, як субсидії на друк або хабарі для журналістів.
Місячний бюджет офісів становив 2600 у Берліні та по 3000 у Швейцарії та Швеції.

## Видання Ліги
Більшість пропагандистської літератури Ліга видавала кількома мовами.
В книзі «Росія як вона є», виданій Лігою, описують історію поневолення етносів: фінів, балтійців, естонців, латвійців, литовців, білорусів, поляків, євреїв, українців, німців, румунів у Бесарабії, грузинів, черкесів, турків і татарів. Оригінал книги було видано шведською мовою, були також видання німецькою, англійською та французькою.
Щотижня з вересня 1916 по березень 1917 в Берні видавався журнал «Bulletin des Nationalités de Russie», редактором якого був Дмитро Донцов.